# Ischaemum rugosum
Ischaemum rugosum är en gräsart som beskrevs av Richard Anthony Salisbury. Ischaemum rugosum ingår i släktet Ischaemum och familjen gräs. Inga underarter finns listade i Catalogue of Life.